# Корольчук Віктор Андрійович
Ві́ктор Андрі́йович Корольчу́к (нар. 29 квітня 1933, Берестя — пом. 30 вересня 2015, Київ) — український живописець білоруського походження; член Спілки радянських художників України з 1966 року. Чоловік художниці Євдокії Корольчук, батько художника Сергія Корольчука.

## Життєпис
Народився 29 квітня 1933 року у місті Бересті (нині Білорусь). З 1947 року був учнем художника у Берестейському драматичному театрі. Того ж року отримав першу премію на Всесоюзній виставці самодіяльних художників. Згодом працював червонодеревником на Берестейській меблевій фабриці.
Упродовж 1958—1961 років навчався у Ростовському художньому училищі імені Митрофана Грекова, де його педагогами були зокрема Олександр Черних та Аркадій Мартиросов.
З 1962 по 1969 рік працював в Художньому фонді у Кривому Розі, упродовж 1971—1982 років — у Бересті та Дніпропетровську. Член КПРС з 1978 року. Від 1983 року жив та працював у Києві. Мешкав у будинку на проспекті Берестейському, № 9, квартира 2. Помер у Києві 30 вересня 2015 року.

## Творчість
У техніках олійного живопису, пастелі малював пейзажі, натюрморти та жанрові картини. Серед робіт:
- «Нова шахта» (1964);
- «Фортеця живе» (1964);
- «На Байкалі» (1966);
- «Пам'ять» (1968);
- «На рудні» (1970);
- «Льон» (1972);
- «Дев'ята криворізька» (1975);
- «Тривожний день» (1976);
- «Брестська фортеця» (1976);
- «У Шушенському» (1977);
- «Білі хризантеми» (1978);
- «Пливуть хмари» (1979);
- «Пам'ять народна» (1979);
- «Натюрморт із персиками» (1980);
- «Рання весна. Брестська фортеця» (1980);
- «Зима» (1982);
- «Рідна земля» (1982);
- «Весна в горах» (1982);
- «На Дніпрі» (1984);
- «В Абрамцево» (1984);
- «Іверський монастир» (1986);
- «Весняне повітря» (1987);
- «Пробудження» (1988);
- «Заросле озеро» (1990);
- «На батьківщині Тараса Шевченка» (1992);
- «Полісся» (1994);
- «Весною» (1996);
- «Березень» (1996);
- «Море» (2000);
- «Літо» (2001);
- «Пора сінокосу» (2001);
- «Зимка» (2002);
- «Травень» (2002);
- «Пора цвітіння» (2002);
- «Розтавання снігів» (2003);
- «Підосиновики» (2003);
- «Зимою» (2003);
- «Льодохід» (2004);
- «Мажор весни» (2006);
- «Затока» (2006);
- «На узліссі» (2006);
- «Верби» (2007);
- «Вечоріє» (2007).

З 1962 року брав участь у всеукраїнських і всесоюзних виставках. Персональні виставки відбулися у Дніпропетровську у 1979 році і Києві у 1985 році.
Роботи зберігаються в художніх музеях Білорусі, Росії, України.

## Відзнаки
- Премія Ленінського комсомолу (за картину «Брестська фортеця»);
- Заслужений художник УРСР з 1979 року;